# Chromatomyia rhaetica
Chromatomyia rhaetica är en tvåvingeart som beskrevs av Griffiths 1980. Chromatomyia rhaetica ingår i släktet Chromatomyia och familjen minerarflugor.
Artens utbredningsområde är Österrike. Inga underarter finns listade i Catalogue of Life.